# 村上頌樹
村上 頌樹（むらかみ しょうき、1998年6月25日 - ）は、兵庫県三原郡南淡町（現：南あわじ市）出身のプロ野球選手（投手）。右投左打。阪神タイガース所属。
2リーグ制移行後のシーズンWHIP歴代最高記録保持者（2023年、0.741）。
また、セントラル・リーグ史上唯一の新人王とMVPの同時受賞者。

## 経歴

### プロ入り前
南あわじ市立賀集小学校1年で「賀集少年野球クラブ」に入団して野球を始め、3年時から投手を務める。南あわじ市立南淡中学校時代は「アイランドホークス」に所属。1学年上に村西良太がいる。
智辯学園高校では1年夏からベンチ入りし、1年夏と3年春夏に甲子園に出場。3年春の甲子園ではエースとして全5試合を1人で投げ抜き、47回で防御率0.38を記録。決勝の高松商業高校戦では延長11回までを1失点に抑えた上、その裏に中堅越えのサヨナラ二塁打を打ち、同校初の甲子園優勝に導いた。3年夏の甲子園は2回戦で河野竜生擁する鳴門高校に敗れた。2学年上に岡本和真、1学年上に廣岡大志、1学年下に福元悠真・松本竜也がいる。
卒業後は東洋大学総合情報学部総合情報学科に進学。1年春からリーグ戦に登板し、専修大学戦ではリーグ戦初完封初勝利を収めた。2年時は登板機会に恵まれなかったものの、エースとして迎えた3年春には6勝無敗、防御率0.77の成績を残した。投手3冠、ベストナインの獲得と共に春季リーグ3連覇（2017・2018・2019年）に貢献。同夏には日米大学野球選手権に出場する日本代表にも選出された。4年秋に中央大学との開幕戦に先発するも、登板中に腕の張りを訴え4回1失点で降板した。その後右前腕の肉離れが判明し戦線を離脱、そのままリーグ戦を終えた。2学年上に上茶谷大河・甲斐野央・梅津晃大・中川圭太・藤井聖・末包昇大、1学年上に佐藤都志也、1学年下に佐々木俊輔、3学年下に細野晴希・石上泰輝がいる。
2020年10月26日に行われたドラフト会議で阪神タイガースから5位指名を受け、契約金4000万円、年俸720万円で仮契約を結んだ。背番号は41。担当スカウトは吉野誠。

### 阪神時代
2021年、二軍戦6試合で2勝1敗、防御率2.25を記録。5月30日に一軍登録され、同日の対埼玉西武ライオンズ戦（メットライフドーム）でプロ初登板・初先発を果たしたが、2回1/3を3安打3四球5失点で降板（チームが逆転勝ちし、勝敗つかず）。翌5月31日に出場登録を抹消された。その後8月28日の対広島東洋カープ戦（MAZDA Zoom-Zoom スタジアム広島）で先発したが、3回5失点と成果を残せなかった。二軍では最終的に10勝1敗、防御率2.23を記録し、最多勝、最優秀防御率、最高勝率の三冠に輝いた。
2022年、ウエスタン・リーグで最優秀防御率（3.09）、最高勝率（.700）の投手2冠を獲得。同リーグの表彰対象ではないが、奪三振（74奪三振）も最多だった。しかし一軍での登板はなくシーズンを終える。
2023年、4月1日の対横浜DeNAベイスターズ戦（京セラドーム大阪）で先発の秋山拓巳をリリーフする形で2シーズンぶりに一軍登板を果たし、1回1安打無失点でプロ初ホールドを記録した。4月12日の対読売ジャイアンツ戦（東京ドーム）では2シーズンぶりに一軍公式戦で先発。7回まで無安打無四死球の完全試合状態だったが、1-0とリードした8回表の攻撃で原口文仁を代打として送られ、勝ち投手の権利を持ったまま降板した。翌登板となる4月22日の対中日ドラゴンズ戦（バンテリンドーム ナゴヤ）でも4回裏まで完全試合（前試合から11イニング連続）を演じた。その後5回と8回に福永裕基に2安打を許したものの、結局許した走者はその2度のみで9回を投げ切り、10奪三振無失点。プロ入り初勝利を無四死球かつ2桁奪三振の完封で飾った。これはNPB史上初の出来事である。続く4月29日の対東京ヤクルトスワローズ戦（明治神宮野球場）でも8回無失点の好投で2勝目を挙げるとともに、開幕からの連続無失点記録を25イニングにまで伸ばし、防御率0.00のまま4月を終えた。この活躍により、3・4月度の月間MVPを受賞した。5月9日の対東京ヤクルトスワローズ戦（阪神甲子園球場）でも6回まで無失点に抑え、1963年の中井悦雄（阪神）に並ぶ、開幕から31イニング連続無失点の当時のセ・リーグ最多タイ記録を達成した。しかし、セ・リーグ記録更新がかかった7回にドミンゴ・サンタナにソロ本塁打を打たれてシーズン初失点を喫し、新記録達成とはならなかった。この試合は味方の援護点にも恵まれず、そのまま7回1失点で敗戦投手となった。その後、交流戦や夏場を経ても、目立って調子を崩すこともなく安定した投球を続け、9月8日の対広島戦（甲子園）では7回1/3を6安打1失点で、自身初の2桁勝利となる10勝目を挙げた。シーズン最終登板となった9月25日の対中日戦（バンテリン）では5回2失点で敗戦投手となったものの、自身初の規定投球回に到達した。この年は実質一軍初帯同のシーズンでありながら、初先発からシーズンを通して先発ローテーションを守り抜くと、最終的に22試合に登板して144回1/3を投げ、10勝6敗1ホールド、防御率1.75という好成績を残した。最優秀防御率のタイトルも獲得し、阪神タイガース18年ぶりリーグ優勝の立役者の1人となるとともに、一気に先発投手陣の柱として定着したことで、自身にとっても大きな飛躍を遂げたシーズンとなった。また、WHIPが2リーグ分立後の歴代最高となる0.741を記録しただけでなく、規定投球回に達した12球団の全投手中で最高となるK/BB9.13、被打率.181、また21先発のうち18度のクオリティ・スタートを達成するなど、抜群の安定感で数々の驚異的な成績を残した。ポストシーズンでは、広島とのCSファイナルステージ初戦（甲子園）の先発に抜擢されると、1-1の同点で迎えた5回裏一死一・三塁の場面で、相手先発九里亜蓮から、自ら勝ち越しとなる適時二塁打を放ち、6回1失点で勝利投手となり首脳陣の期待に応えてみせた。オリックス・バファローズとの日本シリーズでも第1戦（京セラドーム大阪）の先発を託されたことで、シリーズ開幕戦は村上と山本由伸による両リーグの最優秀防御率投手同士の投げ合いとなった。この結果、山本が5回途中7失点と打ち込まれたのに対し、村上は7回2安打無失点と好投し勝利投手となった。前年まで公式戦通算0勝であった投手が日本シリーズ開幕投手を務めたのは2021年の奥川恭伸以来史上2人目であり、さらに勝利投手となったのは日本人史上初のこと。その後、阪神の3勝2敗で迎えた第6戦で再び山本と投げ合ったが、今度は村上が5回4失点で降板したのに対し、山本が9回1失点の完投勝利を収めたことで初戦のリベンジを許した。しかし、自らの投球でチームを日本一に導くことは叶わずも、最終第7戦でチームが勝利したことで、3年連続投手4冠の絶対的エース山本から1勝を挙げ、阪神タイガースの38年ぶり日本一達成に重大な一役を買った形となった。11月28日に新人王と最優秀選手賞を獲得した。新人王とMVPの同時獲得は木田勇（1980年）、野茂英雄（1990年）以来となる3人目であり、セントラル・リーグ及び入団2年目以降の選手では初めての出来事であった。また、ベストナインを逃しながらMVPを受賞したのはセ・リーグでは浅尾拓也以来12年ぶり7人目で、阪神では若林忠志以来76年ぶり2人目。12月10日に行われた契約更改交渉では、推定年俸700万円から6000万円増の6700万円でサインした。昇給率は857%で、これは球団史上最高のアップ率、NPBでも史上3位のアップ率とされる。
2024年、4月は2日の対DeNA戦（京セラドーム大阪）でシーズン初先発登板するが、初回に自己ワーストとなる1イニング4失点を喫し、3回5失点で敗戦投手となった。9日の対広島戦（甲子園）で7回無失点でシーズン初勝利、30日の対広島戦（マツダスタジアム）では9回1失点でシーズン初完投勝利を挙げるが、そこから6月18日の対北海道日本ハムファイターズ戦（甲子園）まで6試合勝ち星が付かなかった。同月24日に前日23日の対DeNA戦（甲子園）が雨天中止になったことで、先発予定の才木浩人が25日の対中日戦に先発登板のため、開幕からここまで火曜日に登板していた村上は、木曜日へとローテーションが変更になった。同月27日の対中日戦（甲子園）で自身初の毎回奪三振を記録し、8回1/3を1失点、自己最多の11奪三振でシーズン3勝目を挙げ、岡田彰布の監督通算700勝目に花を添えた。7月4日の対広島戦（マツダスタジアム）では2回一死二・三塁の打席でアドゥワ誠からプロ初打点となる適時打を放つも、投げては7回3失点（自責点2）で同点の場面で降板となった。8月17日の対中日戦（バンテリン）では自己ワーストとなる1試合5与四球を喫し、5回途中まで3失点で降板し、翌18日に出場選手登録を抹消。同月28日に出場選手登録されると、9月は4日・18日の対中日戦で2勝を挙げた。27日の対広島戦（マツダスタジアム）では2-2の同点の場面で延長11回裏から6番手でシーズン初めて救援登板するが、12回に末包昇大にサヨナラ適時打を打たれて敗戦投手となり、自身初めてシーズン10敗目を喫した。シーズン通算では25試合に登板、7勝11敗、防御率2.58という成績であった。クライマックスシリーズではDeNAとのファーストステージ（甲子園）で第2戦に6回表から2番手で救援登板するが、7回にマイク・フォードに代打本塁打を打たれるなど、1回3失点で降板した。オフの12月13日に1300万円増となる推定年俸8000万円で契約を更改した。
2025年、2月26日に自身初となる開幕投手を務めることが藤川球児新監督から発表され、広島との開幕戦（マツダスタジアム）に登板。完封勝利にあと1死まで迫ったが、走者を2人出したところで交代となり惜しくも完封は逃した。それでもプロ入り後自己最多となる135球を投げ、8回2/3を4安打無失点の好投で勝利投手となり、チームに開幕戦勝利をもたらした。その後も2連勝し、4月18日の対広島戦（甲子園）で球団の開幕投手としては村山実以来58年ぶりとなる開幕4連勝を狙ったが、2回に1イニングで54球を投じるなど苦しみ、4回5失点でシーズン初黒星を喫した。しかし次の登板の対巨人戦（甲子園）で8回1失点とすぐさま立て直すと、5月2日の対ヤクルト戦（甲子園）で9回5安打無四死球無失点の自身約2年ぶりとなる完封勝利。さらに続く5月10日の対中日戦（甲子園）で9回98球7安打無四死球無失点と、2試合連続無四死球完封勝利とマダックスを同時達成した。2試合連続の無四死球完封勝利は2020年の西勇輝以来、セ・リーグでは10人目であった。5月はこの2試合を含む5試合に先発し計39回で防御率0.69、3勝0敗の好成績を残し、2023年3、4月度以来自身2度目の月間MVPを受賞した。ファン投票での選出を果たしたマイナビオールスターゲームでは、2戦目（横浜スタジアム）で先発登板し、2回6失点であった。長嶋茂雄終身名誉監督追悼試合となった8月16日の対巨人戦（東京ドーム）で9回2安打9奪三振無失点で10勝目を挙げ、自身2年ぶりの2桁勝利を完封勝利で飾った。

## 選手としての特徴・人物
| 球種         | 配分 % | 平均球速 km/h |
| ------------ | ------ | ------------- |
| ストレート   | 49.9   | 145.5         |
| カットボール | 18.1   | 137.4         |
| フォーク     | 15.5   | 132.7         |
| ツーシーム   | 11.7   | 137.6         |
| スローカーブ | 4.6    | 106.1         |
| スライダー   | 0.1    | 132.7         |

オーバースローから最速154km/h、平均回転数2,400rpm台（NPB平均2,200rpm台）・最高2,600rpm超を計測する伸びのあるストレートと制球力が最大の武器。回転数の多いストレートは“浮き上がる魔球”と称され、スライダー気味に伸びるのが特徴（真っスラ）である。変化球はツーシーム、スライダー、カーブ、チェンジアップなど多彩に投げ分ける。
同姓である村上宗隆の愛称「村神様」にちなんで、「虎の村神様」「投げる村神様」と呼ばれることもある。中学時代はチームメイトにもう1人「しょうき」がいたことから「むらしょー」と呼ばれていた。
庄田隆弘は中学「アイランドホークス」、高校「智辯学園」、プロ野球「阪神」の先輩にあたり、中学時代はコーチ（庄田）と教え子（村上）の間柄だった。

## 詳細情報

### 年度別投手成績
| 年 度     | 球 団     | 登 板 | 先 発 | 完 投 | 完 封 | 無 四 球 | 勝 利 | 敗 戦 | セ 丨 ブ | ホ 丨 ル ド | 勝 率 | 打 者 | 投 球 回 | 被 安 打 | 被 本 塁 打 | 与 四 球 | 敬 遠 | 与 死 球 | 奪 三 振 | 暴 投 | ボ 丨 ク | 失 点 | 自 責 点 | 防 御 率 | W H I P |
| --------- | --------- | ----- | ----- | ----- | ----- | -------- | ----- | ----- | -------- | ----------- | ----- | ----- | -------- | -------- | ----------- | -------- | ----- | -------- | -------- | ----- | -------- | ----- | -------- | -------- | ------- |
| 2021      | 阪神      | 2     | 2     | 0     | 0     | 0        | 0     | 1     | 0        | 0           | .000  | 30    | 5.1      | 9        | 3           | 5        | 0     | 0        | 0        | 1     | 0        | 10    | 10       | 16.88    | 2.63    |
| 2023      | 阪神      | 22    | 21    | 2     | 1     | 1        | 10    | 6     | 0        | 1           | .625  | 532   | 144.1    | 92       | 9           | 15       | 0     | 1        | 137      | 0     | 0        | 30    | 28       | 1.75     | 0.74    |
| 2024      | 阪神      | 25    | 23    | 2     | 0     | 1        | 7     | 11    | 0        | 0           | .389  | 635   | 153.2    | 143      | 7           | 33       | 2     | 2        | 130      | 5     | 0        | 57    | 44       | 2.58     | 1.15    |
| 通算：3年 | 通算：3年 | 49    | 46    | 4     | 1     | 2        | 17    | 18    | 0        | 1           | .486  | 1197  | 303.1    | 244      | 19          | 53       | 2     | 3        | 267      | 6     | 0        | 97    | 82       | 2.43     | 0.98    |

- 2024年度シーズン終了時
- 各年度の太字はリーグ最高

### 年度別投手（先発）成績所属リーグ内順位
| 年 度 | 年 齢 | リ ｜ グ   | 完 投 | 完 封 | 勝 利 | 勝 率 | 投 球 回 | 奪 三 振 | 防 御 率 |
| ----- | ----- | ---------- | ----- | ----- | ----- | ----- | -------- | -------- | -------- |
| 2021  | 23    | セ・リーグ | -     | -     | -     | -     | -        | -        | -        |
| 2022  | 24    | セ・リーグ | -     | -     | -     | -     | -        | -        | -        |
| 2023  | 25    | セ・リーグ | 7位   | 7位   | 5位   | 6位   | -        | 4位      | 1位      |
| 2024  | 26    | セ・リーグ | 4位   | -     | -     | -     | 7位      | 4位      | 9位      |

- - は10位未満。防御率・勝率における規定投球回数未満も - と表記。
- 太字年度は規定投球回到達年度、年度背景色金色は最優秀選手賞（MVP）受賞年度

### 年度別守備成績
| 年 度 | 球 団 | 投手  | 投手  | 投手  | 投手  | 投手  | 投手     |
| 年 度 | 球 団 | 試 合 | 刺 殺 | 補 殺 | 失 策 | 併 殺 | 守 備 率 |
| ----- | ----- | ----- | ----- | ----- | ----- | ----- | -------- |
| 2021  | 阪神  | 2     | 1     | 0     | 0     | 0     | 1.000    |
| 2023  | 阪神  | 22    | 6     | 14    | 1     | 4     | .952     |
| 2024  | 阪神  | 25    | 6     | 27    | 0     | 4     | 1.000    |
| 通算  | 通算  | 49    | 13    | 41    | 1     | 8     | .982     |

- 2024年度シーズン終了時
- 各年度の太字はリーグ最高

### タイトル
- 最優秀防御率：1回（2023年）

### 表彰
- 最優秀選手：1回（2023年）
- 新人王（2023年）※最優秀選手との同時受賞は、史上3人目、セ・リーグ史上初[99]
- 月間MVP：2回（投手部門：2023年3・4月[100]、2025年5月[101]）
- 月間JERAセ・リーグAWARD：1回（2023年3・4月）
- 日本プロスポーツ大賞新人賞（2023年）[102]
- 関西スポーツ賞 特別賞（2023年[103]）

### 記録
初記録
投手記録
- 初登板・初先発登板：2021年5月30日、対埼玉西武ライオンズ3回戦（メットライフドーム）、2回1/3を5失点で勝敗つかず[28]
- 初ホールド：2023年4月1日、対横浜DeNAベイスターズ2回戦（京セラドーム大阪）、6回表に2番手で救援登板、1回無失点[34]
- 初奪三振：同上、6回表に大田泰示から見逃し三振
- 初勝利・初先発勝利・初完投勝利・初完封勝利：2023年4月22日、対中日ドラゴンズ2回戦（バンテリンドーム ナゴヤ）、9回を2安打無四死球10奪三振[12][104]

打撃記録
- 初打席・初安打：2021年8月28日、対広島東洋カープ15回戦（MAZDA Zoom-Zoom スタジアム広島）、2回表に野村祐輔から中前安打
- 初打点：2024年7月4日、対広島東洋カープ15回戦（MAZDA Zoom-Zoomスタジアム広島）、2回表にアドゥワ誠から左前適時打[70]

その他の記録
- シーズンWHIP：0.741（2023年） ※セ・リーグ記録、NPB記録（2リーグ制以降）[4]
- オールスターゲーム出場：2回（2023年、2025年）
- マダックス：1回（2025年5月10日、対中日ドラゴンズ6回戦。98球[105]）

### 背番号
- 41（2021年[24] - ）

### 登場曲
- 「Mela!」緑黄色社会（2021年）[106]
- 「決戦スピリット」CHiCO with HoneyWorks（2022年）[107]
- 「青春の馬」日向坂46（2023年 - ）[108]

### 代表歴
- 2019年 日米大学野球選手権大会 日本代表